# Tunn is
Tunn is (Engels: Thin Ice, Deens: Tynd Is) is een Zweedse dramareeks uit 2020 geproduceerd door de Zweedse TV4. De serie ging op de Zweedse commerciële zender in première op 3 februari 2020, bestaat uit acht afleveringen en is gebaseerd op het gelijknamige boek (Tunn is) van Carolina Angelis.

## Verhaal
De serie handelt over internationale conflicten en complicaties in de arctische omgeving waar de oliewinning de natuur bedreigt.
De Arctische Raad komt in Tasiilaq, Groenland, in vergadering bijeen om een verbod op oliewinning in het Noordpoolgebied te bespreken, onder het voorzitterschap van de Deense minister van buitenlandse zaken Martin Overgaard, die ook verantwoordelijk is voor het buitenlandse beleid van Groenland. Zijn Zweedse collega Elsa Engström heeft een verdragstekst voorbereid. Zij is er zeer op gebrand dat het verdrag wordt aangenomen dat oliewinning in het kwetsbare gebied voorgoed onmogelijk moet maken. De aanwezigheid van internationale politieke zwaargewichten, waaronder de ministers van buitenlandse zaken van de lidstaten, zorgt voor grote spanning in de kleine kustplaats. Bij de start van de meeting wordt een onderzoeksschip van de oliemagnaat Ville Berger, varend voor de kust van Groenland, aangevallen en iedereen aan boord wordt ontvoerd. Onder hen ook Viktor Baker, een politiek adviseur van Engström, die net was afgezet door een helikopter voor een overleg op het schip in de marge van de raadsvergadering. Zijn zwangere vriendin Liv Hermannson, die agent is bij de Zweedse veiligheidsdienst, spoedt zich van Stockholm naar Tasiilaq om te proberen hem terug te vinden.  
Klimaatverandering, geopolitiek en de onafhankelijkheid van Groenland, dat zich onder eerste minister Pipaluk door een lucratief oliecontract middelen wil verschaffen om zich los te maken van Denemarken, zijn enkele van de onderwerpen die tijdens de beraadslagingen van de Arctische Raad op de agenda staan. Maar de ontvoering van de scheepsbemanning en een aantal onverwachte gebeurtenissen, zoals aanslagen, schietpartijen, chantage, interventies van de aanwezige pers en een aanval van een agressieve ijsbeer verstoren keer op keer het overleg. Iedereen lijkt een eigen agenda te hebben en het onderlinge wantrouwen groeit, zodat het tekenen van het door Elsa Engström vurig gewenste verdrag steeds wordt uitgesteld. De plaatselijke politiechef Enok Lynge, die de uitgestrekte, besneeuwde ijsvlakten op zijn duimpje kent, doet zijn best om de gegijzelden te vinden en te bevrijden, maar hij heeft problemen met zijn vrouw Ina, een alcoholiste. Hij moet de leiding overdragen aan de Deense hoofdcommissaris Katarina Iversen die eerst niet, daarna wel bereid is om met Liv Hermannson samen te werken.

## Voornaamste acteurs
- Lena Endre als Elsa Engström, Zweeds minister van buitenlandse zaken
- David Gudbrandsson als Andrei Sokolov
- Bianca Kronlöf als Liv Hermannson, Zweeds SÄPO-agente
- Alexander Karim als Viktor Baker, Zweeds politiek adviseur
- Johannes Bah Kuhnke als Liam Skjöld, Zweeds stafchef van buitenlandse zaken
- Reine Brynolfsson als Ville Berger, Zweeds reder en oliemagnaat
- Nicolas Bro als Martin Overgaard, Deens minister van buitenlandse zaken, ook voor Groenland
- Iben Dorner als Katarina Iversen, Deens politiechef met mandaat over Groenland
- Angunnguaq Larsen als Enok Lynge, Groenlands politiechef
- Nukâka Coster-Waldau als Inaliáta Lynge (Ina), vrouw van Enok Lynge
- Julie Ella Eigaard als Aaja, dochter van Enok en Ina
- Qillannguaq Berthelsen als Mati, Groenlands politieman
- Vytautas Kaniusonis als Bojan Lisov, Russisch minister van buitenlandse zaken
- Nika Savolainen als Sasha, Russisch politiek adviseur
- Kimmernaq Kjeldsen als Pipaluk, eerste minister van Groenland